# Championnat du monde féminin de curling 1995
Navigation
Édition précédente Édition suivante
Le Championnat du monde féminin de curling 1995, dix-septième édition du championnat du monde féminin de curling, a eu lieu du 8 au 16 avril 1995 à Brandon, au Canada. Il est remporté par la Suède.